# Danmark i olympiska vinterspelen 1998
Danmark deltog i olympiska vinterspelen 1992. Truppen bestod av tolv idrottare varav fem var män och sju var kvinnor.

## Medaljer

### Silver
- Curling
  - Damernas turnering: Jane Bidstrup, Dorthe Holm, Helena Blach Lavrsen, Margit Pörtner, Trine Qvist

## Trupp
- Alpin skidåkning
  - Tejs Broberg
  - Arne Hardenberg
  - Katrine Hvidsteen
- Längdskidor
  - Michael Binzer
- Curling
  - Jane Bidstrup
  - Dorthe Holm
  - Helena Blach Lavrsen
  - Margit Pörtner
  - Trine Qvist
- Konståkning
  - Michael Tyllesen
- Freestyle
  - Anja Bolbjerg
- Snowboard
  - Mike Kildevæld